# Fekete karakara
A fekete karakara vagy sárgatorkú karakara (Daptrius ater) a madarak osztályának a sólyomalakúak (Falconiformes) rendjébe és a sólyomfélék (Falconidae) családjába tartozó Daptrius nem egyetlen faja.

## Rendszerezése
A nemet és a fajt is Louis Pierre Vieillot francia ornitológus írta le 1816-ban.

## Előfordulása
Dél-Amerikában, Bolívia, Brazília, Kolumbia, Ecuador, Francia Guyana, Guyana, Peru, Suriname és Venezuela területén honos. Természetes élőhelyei a szubtrópusi és trópusi síkvidéki esőerdők, mangroveerdők és szavannák, valamint másodlagos erdők. Állandó, nem vonuló faj.

## Megjelenése
Testhossza 47 centiméter, szárnyfesztávolsága 91-100 centiméter. Tollazata fekete, arcrésze csupasz és sárga színű.
|  |

## Természetvédelmi helyzete
Az elterjedési területe rendkívül nagy, egyedszáma 670-6700 példány közötti, viszont stabil. A Természetvédelmi Világszövetség Vörös listáján nem fenyegetett fajként szerepel.